# Vahagni
Vahagni är en ort i Armenien.   Den ligger i provinsen Lori, i den norra delen av landet, 80 kilometer norr om huvudstaden Jerevan. Vahagni ligger 1 076 meter över havet och antalet invånare är 1 184.
Terrängen runt Vahagni är kuperad åt nordost, men åt sydväst är den bergig. Vahagni ligger nere i en dal. Runt Vahagni är det ganska tätbefolkat, med 96 invånare per kvadratkilometer.. Närmaste större samhälle är Vanadzor, 14,9 kilometer sydväst om Vahagni.
I omgivningarna runt Vahagni växer i huvudsak lövfällande lövskog.